# McKean (eiland)
McKean (Engels: McKean Island) is een klein, ovaalvormig onbewoond eiland van 57 hectare, dat deel uitmaakt van de Phoenixeilanden, een deelgebied van de Republiek Kiribati. 
Het eiland werd op 28 mei 1794 ontdekt door de Britse kapitein Henry Barber die voer op het schip de Arthur. Hij gaf het eiland de naam Drummond's Island, maar op kaarten uit die tijd kreeg het eiland de naam Arthur. Later werd deze naam gewijzigd in de huidige naam. 
In 1859 deden de Verenigde Staten een aanspraak op het eiland op basis van de Guano Islands Act, een Amerikaanse wet die het mogelijk maakte eilanden op te eisen ten behoeve van de winning van guano. De Britten maakten McKean echter onderdeel van hun kolonie de Gilbert- en Ellice-eilanden, zodat het eiland aan Kiribati toekwam toen het in 1979 onafhankelijk werd. De Amerikaanse aanspraak op McKean bleef bestaan totdat de VS en Kiribati het Verdrag van Tarawa ondertekenden, waarbij de VS afzagen van hun eis op McKean en verschillende andere eilanden. Van 1859 tot 1870 werd er op McKean guano gewonnen, maar sinds die tijd is het eiland nog maar zelden door mensen bezocht. 